# Deggial
Deggial è considerato il nono album in studio del gruppo musicale svedese symphonic metal Therion, pubblicato nel 2000 dalla Nuclear Blast Records. Anche qui, come in Vovin del 1998, la band si avvale dell'aiuto di un'intera orchestra e di un coro.

## Tracce
1. Seven Secrets of the Sphinx - 3:36
2. Eternal Return - 7:10
3. Enter Vril-Ya - 6:38
4. Ship of Luna - 6:28
5. The Invincible - 5:09
6. Deggial - 5:03
7. Emerald Crown - 5:29
8. The Flight of the Lord of Flies - 1:22
9. Flesh of the Gods - 4:04
10. Via Nocturna (Part 1: The Path, Part 2: Hexentanz) - 9:30
11. O Fortuna (composta in origine da Carl Orff) - 3:21

### Edizione giapponese
L'edizione giapponese contiene tre canzoni extra - le tracce numero 8, numero 9 e numero 10 di Crowning of Atlantis.

## Formazione
- Christofer Johnsson - chitarra, tastiere
- Kristian Niemann - prima chitarra
- Johan Niemann - basso
- Sami Karppinen - batteria
- Thomas Karlsson - testi (tranne "O Fortuna")

### Altri musicisti
- Hansi Kürsch - voce in "Flesh of the Gods"
- Jan Kazda - chitarra acustica
- Waldemar Sorychta - chitarra acustica in "O Fortuna"
- Alexander Schimmeroth - pianoforte

### Coro
- Eilen Kupper - soprano (coro, solo)
- Angelica Märtz - soprano (coro)
- Dorothea Fischer - alto (coro)
- Anne Tributh - alto (coro)
- Georg Hansen - tenore (coro, solo)
- Miguel Rosales - tenore (coro)
- Jörg Braüker - basso (coro, solo)
- Javier Zapater - basso (coro)

### Orchestra
- Heike Haushalter - primo violino
- Petra Stalz - secondo violino
- Monika Maltek - viola
- Gesa Hangen - violoncello
- Konstantin Weinstroer - doppio basso
- Annette Gadatsch - flauto
- Stefanie Dietz - oboe
- John Ellis - corno francese
- Volker Goetz - flicorno, tromba
- Dietrich Geese - tuba, sousafono, tromba
- Daniel Häcker - piatti, ritmiche